# Ralph Ruthe

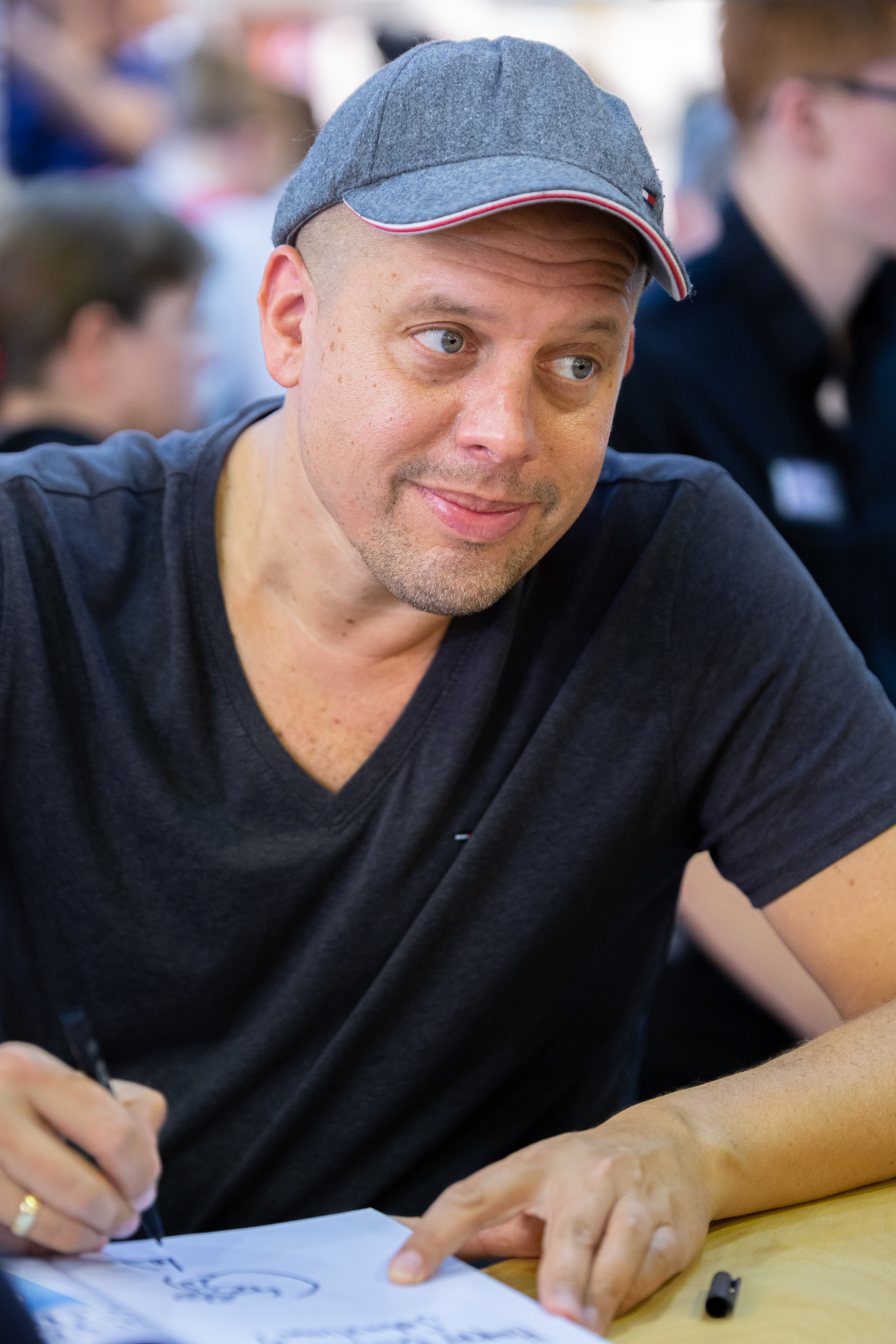
Ralph Ruthe (2018)

Ralph Ruthe (* 20. Mai 1972 in Bielefeld) ist ein deutscher Cartoonist, Comiczeichner, Autor und Musiker.

## Leben
Ralph Ruthe wurde 1972 in Bielefeld als zweites Kind eines Tischlermeisters und einer Hausfrau geboren und wuchs in der benachbarten Gemeinde Leopoldshöhe auf. Während seiner Realschulzeit in Bad Salzuflen suchte er Kontakt zu Redaktionen von Comiczeitschriften, wodurch er die Schöpfer des Volksbank-Kundenheftes Mike, Mali Beinhorn und Werner Büsch, kennenlernte. Mit ihrer Unterstützung steuerte er bereits im Alter von 14 Jahren Texte für Mike bei. Nach seinem Fachabitur absolvierte er eine Ausbildung zum Schriftsetzer und arbeitete als Texter für die Honk-Studios, bei denen er unter anderem Texte für Käpt’n Blaubär schrieb. Nach seinem Zivildienst wurde 1996 sein erstes Buch Schweinskram veröffentlicht.
1998 begann Ruthe für die deutsche Ausgabe des MAD-Magazins zu zeichnen. Bis 2001 war er fester Mitarbeiter der Neuen Westfälischen in Bielefeld, danach wurde er freier Comicautor, -zeichner und -texter. Seit 2003 arbeitet er schwerpunktmäßig an seinen Cartoonserien Shit Happens! und Flossen, die in vielen Zeitungen und Magazinen erscheinen. Seine Jugend-Serie Frühreif (erschien z. B. in der WAZ) wurde auch für eine TV-Umsetzung bearbeitet. Die Serie wurde 2015 eingestellt. Ruthe ist seit 2014 mit Tina Ruthe (Autorin und Influencerin) verheiratet und seit Oktober 2016 Vater von Zwillingen.
Im August 2023 erschien Ralph Ruthes selbst kreierte Pizza Die Ofenfrische Kebab Style Vegan von Dr. Oetker.

## Werke

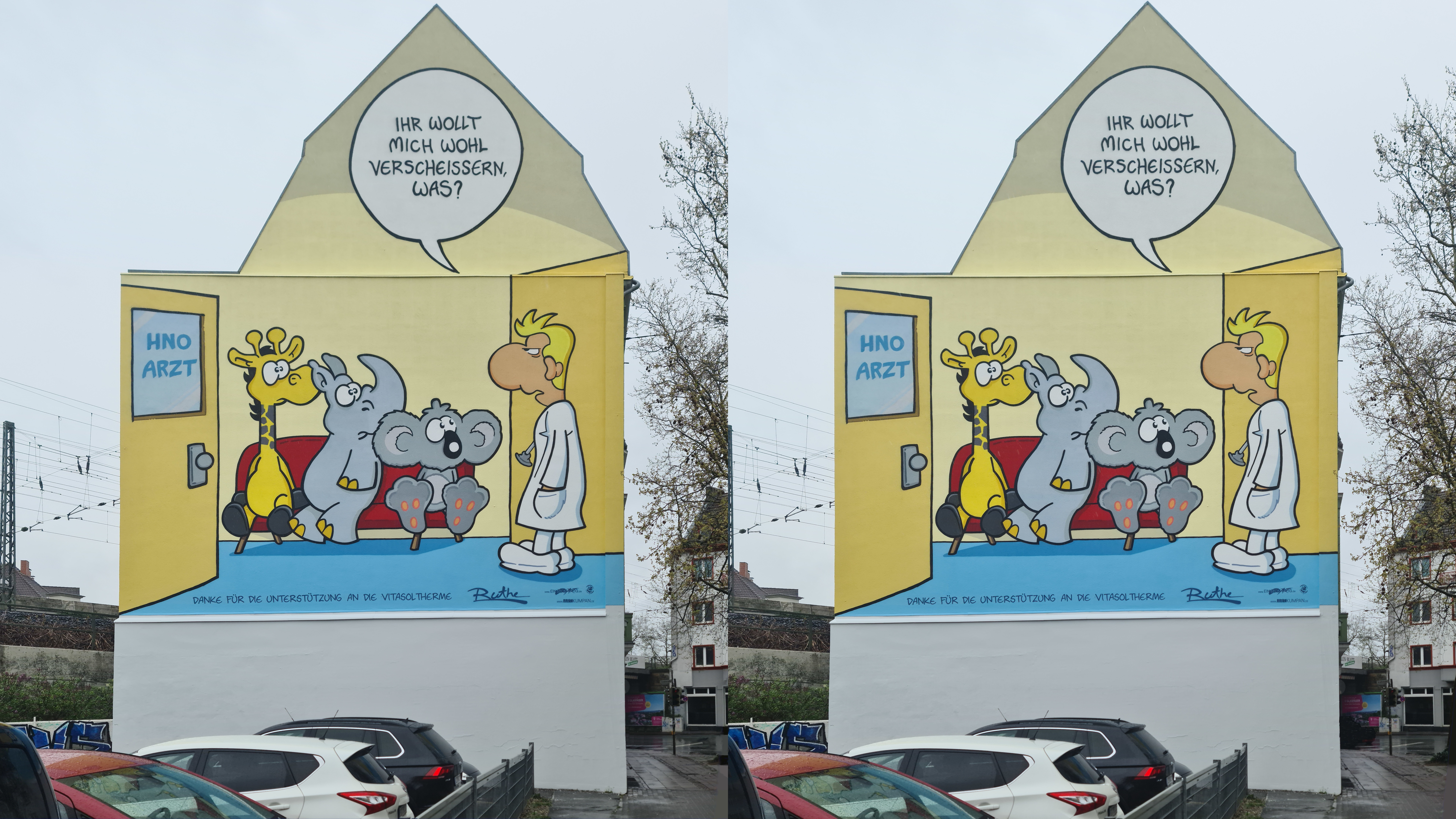
Mural der HNO-WG in Bielefeld

### Cartoons
Ruthe veröffentlicht auf seiner Internetseite ruthe.de sowie auf seinen Social-Media-Kanälen bei Facebook, Instagram, Twitter und Youtube in regelmäßigen Abständen Cartoons.

### Serien
Auf seiner Website sowie auf YouTube veröffentlicht Ralph Ruthe unter anderem Sketche, Musikvideos sowie mehrere Kurzfilmserien:
- Weihnachtsvideos (27 Folgen)
- PETE (21 Folgen)
- Nachrichten (24 Folgen)
- FLOSSEN (16 Folgen)
- Werbeparodien (16 Folgen)
- Thorsten Dörnbach (11 Folgen)
- HNO-WG (12 Folgen)
- Geier (8 Folgen)
- Biber und Baum (9 Folgen)

Die meisten Sprechrollen in Kurzfilmen und Sketchen werden von ihm selbst gesprochen, animiert werden sie von Falk Hühne. Viele seiner Sketche und Kurzfilmserien erscheinen auch in englischer Fassung. Hierbei übernimmt der Kanadier Arne Christiansen sämtliche Sprechrollen sowie die Übersetzungen aller Texte. Zusätzlich werden bei diesen alle Sprechanimationen der Protagonisten an das Englische angepasst sowie alle in den Videos enthaltenen Texte durch die englische Übersetzung ersetzt.

### Bühne
Seit 2006 hat Ruthe ein eigenes Bühnenprogramm, bei dem er selbstverfasste Texte vorliest, die er mit seinen projizierten Cartoons kombiniert. Dazu zeigt er eigene Trickfilme und Musikvideos, liest Kurzgeschichten vor und singt live. Teile dieses Programms präsentierte er auch in der Show Mädchen Monster Missgeschicke, die er gemeinsam mit seinen Kollegen Christian Moser und Flix seit Herbst 2007 regelmäßig spielte. Dabei setzten alle drei Künstler das Medium Comic ein und agierten dazu auf der Bühne.

### Werbeparodien
Für die Heftrückseite des MAD-Magazins fertigte Ralph Ruthe unter dem Titel Ruthe Reklamiert eine Zeitlang Werbeparodien in Comicform an, die auf realen Werbemotiven beruhte. Später veröffentlichte er einige Cartoons zu demselben Thema. Dies sind (Stand August 2016):
- Werbeparodien 1, parodiert werden: 1&1 mit dem Leiter Kundenzufriedenheit Marcell D’Avis; Zalando; Danone Activia-Joghurt, der gegen Verstopfung helfen soll; Briefgold, eine Goldankauf-Firma; das Waschmittel Spee Color sowie der Nahrungsmittelproduzent Homann.
- Werbeparodien 2, parodiert werden: Canesten Gyn Once, ein Mittel gegen Scheidenpilz; Carglass; Bärenmarke-Milch; die SEITENBACHER-Radiowerbung sowie Alpecin und deren Laborchef Dr. Klenk, der Cannabis raucht.
- Werbeparodien 3, parodiert werden: Leibniz-Kekse; M&Ms und Kinder Schokolade, wobei ein bewaffneter M&M ein Kinder-Schokolade-Überraschungsei jagt; ein hormonfreies Verhütungsmittel sowie Vagisan FeuchtCreme.
- Werbeparodien 4 – 90er Jahre Special, parodiert werden: Das Geschirrwaschmittel Calgonit und Brille: Fielmann; Schwäbisch Hall, wobei der Bausparfuchs kifft; Charmin, ein Toilettenpapier; das Haarspray Drei Wetter Taft; Kellogs Frosties sowie die Bonbons „Werther’s Echte“.
- Werbeparodien 5, parodiert werden: Rügenwalder Pommersche Gutsleberwurst; ratiopharm; der Leibniz PickUp Schoko-Karamell; das borchardt-Restaurant Berlin; Google sowie Reise.com.
- Werbeparodien „Weihnachts-Special“, parodiert werden: Der 1&1 „Leiter für Kundenzufriedenheit“; erneut ein Mittel gegen Scheidenpilz; Kinder-Schokolade-Überraschungsei; Alpecins Laborchef „Dr. Klenk“; Edekas „Heimkommen“; M&Ms, Fielmann und Milka.
- Werbeparodien 6, parodiert werden: Red Bull mit dem Werbespruch: „Red Bull verleiht Flügel!“; die Bausparkasse LBS; extra-Kaugummi sowie Snickers-Riegel.
- Werbeparodien 7, parodiert werden: Check 24; Coca-Cola; Parship; Ikea und Edeka
- Werbeparodien 8, parodiert werden: Pokémon GO; Apple „Hey Siri“; Herta „Kann ich auch eine Wurst?“; trivago; Axe; Eis.de; Oreo; Hornbach und SMAVA[12]
- Werbeparodien 9, parodiert werden: Lenor Unstoppables; Telekom; Jobware; Check 24 „Eine Unvergleichbare Familie“ und Payback
- Werbeparodien 10 (80er/90er Jahre Special), parodiert werden: Deinhard; Wrigleys „Double Mint“; Ültje; Meicas „Deutschländer“; Palmolive; McDonalds; Duracell, Nescafé „Ich habe gar kein Auto.“
- Werbeparodien: Der Liebesfilm (Romcom-Parodie mit Werbefiguren), parodiert werden: Kinder Schokolade; Milchschnitte; Frau Antje; Iglo; Super Dickmann's; WC-Ente; M&M’s; Kelloggs
- Werbeparodien 11, parodiert werden: Fidget Spinner; Netto „Dann geh doch zu Netto!“; wirkaufendeinauto.de; Kinder Pingui „Geh wie ein Pinguin“; Kijimea; fluege.de und Clearblue Ovulationstest.
- Advengers: Endgame (Parodie von Avengers: Endgame), parodiert werden: KiK; WC-Ente; Alpecin; Kinder Schokolade; Iglo; Kuschelweich; 1&1; Snickers; Schwäbisch Hall
- Werbeparodien 12, parodiert werden: Otrivin „Nasen-Genie“; Haribo; Roller-Werbung mit Dieter Bohlen; secret escapes; ACC Akut Hustenlöser und Jägermeister.
- Werbeparodien 13 (80er/90er Jahre Special), parodiert werden: Coca-Cola Light „Fensterputzer“; Zott Sahne-Joghurt; Deinhard; AOL-Werbung mit Boris Becker; Schöfferhofer Weizen „Lieber Harald“; Miracoli; HB-Männchen; Hamburg-Mannheimer (Herr Kaiser) und Nescafé „Ich habe gar kein Auto“.

Outtakes
Bisher wurden für die Werbeparodien Teil 2 und 3 sogenannte Outtakes produziert. In diesen werden einige Szenen aus den eigentlichen Teilen mit veränderter Handlung wiederholt.

### Musik
Neben seinen Cartoons macht Ruthe Musik, die auch immer wieder ein dominantes Element in seinen Trickfilmen ist. So erreichte er mit dem Song Du bist wie Sand, der im gleichnamigen Kurzfilm zu hören ist, eine mehrwöchige iTunes-Chart-Platzierung. Weitere Songs sind zum Beispiel: Du bist wie Schnee, Lick it, Das Klo, Kopfkirmes, Leben hinter Glas und What did your parents do wrong? Bei Auftritten im Rahmen seiner Touren in seiner Heimatstadt tritt er außerdem mit seiner Band We are Linus auf.

### Film
2008 führte Ruthe bei dem No-Budget-Film Carninchen Regie. Eine der Hauptrollen spielte Martina Eitner-Acheampong, die vor allem aus der TV-Serie Stromberg bekannt ist. Veröffentlicht wurde dieser Film auf Ruthes YouTube-Kanal. 2021 arbeitet er am nächsten Film, eine Fortsetzung der Cartoon-Reihe HNO-WG.

### Wiederkehrende Figuren
- der Hasenmann, welcher Ruthes Maskottchen ist
- Barry und Sting, zwei Fische, die im Aquarium unterhaltsame Dialoge mit Geschehnissen aus ihrem Lebenslauf führen
- Biber und Baum, die sich ständig gegenseitig bekämpfen
- das anthropomorphe Schaf Thorsten Dörnbach
- der Weihnachtsmann und sein Mitarbeiter, das Rentier Rudolph
- die HNO-WG bestehend aus der Giraffe Günni, dem Nashorn Jochen und Krüger, einem Koala
- drei Geier, die meistens auf einem Kaktus in der Wüste hocken
- der Außerirdische Pete und der Wissenschaftler Dr. Haubner, welcher an diesem experimentiert
- Nachrichtensprecher Frederik Schrader und Außenreporter Tjorben Eckermann
- ein lebendiger kleiner Kaktus in einem Blumentopf
- verschiedene Parodien auf Werbe-Figuren, am häufigsten:
  - Dr. Klenk, der an seinem Joint zieht und dem alles egal ist
  - ein Mainzelmännchen, das die Werbeparodien eröffnet und beendet
  - Anja, eine Frau, die in der Werbung gegen Scheidenpilz auftritt
  - Marcell D’Avis
  - die WC-Ente
- ein Gehirn mit Augen, Mund, Armen und Beinen
- Gott
- der Teufel
- eine weiße Laborratte, die in Dr. Haubners Labor lebt
- der Tod, in Form des Sensenmannes
- ein gelber Hund mit rotem Halsband
- Philipp, das nutellasüchtige Eichhörnchen

### Running Gag
Ein wiederkehrender Scherz in Ruthes Videos und in seinem Liveprogramm ist die falsche Ankündigung seiner Person als „Rolf Grothe“. Den ersten Auftritt hatte dieser „Fail“ beim Video zum Tourintro 2013. Der Fisch Sting aus seiner Cartoonserie „FLOSSEN“ sagt ihn dabei an – und sagt statt Ralph Ruthe Rolf Grothe.

## Filmografie
- 2016: Zoomania – Synchronstimme von Oryx Radaumacher
- 2019: Chaos im Netz – Synchronstimme eines Online-Auktionators
- 2019: Benjamin Blümchen – Vater am Futterautomaten[22]

## Ausstellungen
- „Ruthe Sauer Flix – Das ist doch keine Kunst“ Ausstellung in der Ludwig Galerie Schloss Oberhausen, 20. September 2015 bis 17. Januar 2016[23]

## Podcast
- Oktober 2015: Das Podcast Ufo[24]
- März 2017: Das Leben ist ein Comic – Fest & Flauschig[25]
- seit März 2021: Allgemein gebildet gemeinsam mit Sally Lisa Starken[26]

## Publikationen (Auswahl)
- Schweinskram (1996)
- Schweine im Kino (2002)
- Shit happens! 1 (2003)
- Shit happens! 2 (2004)
- Shit happens! 3 (2005)
- Flossen 1 – Praktisch Grätenfrei (2006)
- Frühreif (2006)
- Shit happens! – Das Weihnachtsbuch (2006)
- Shit happens! – Das Skandalbuch (2007)
- Flossen 2 – Dicker als Wasser (2007)
- Shit happens! – Das große Tröstbuch (2008)
- Shit happens! – Das Buch der Liebe (2008)
- Danke! Ein Shit happens! Buch (2008)
- Gesundheit! Ein Shit happens! Buch (2008)
- Shit happens! – Das Buch der Arbeit (2009)
- Shit happens! – Cover nicht vergessen (2010)
- Shit happens! – Das Buch zum Fest (2010)
- Scheissdregg bassiert halt! – Cartoons auf Schwäbisch (2011) (zusammen mit Dominik Kuhn)
- Gefällt mir (2011)
- Ruthe: Das große Cartoonbuch (2012)
- Ruthe: Das große Cartoonbuch 2 (2013)
- Das Buch Ruthe (2013)
- Shit happens! – Die DVD (2013)[27]
- Shit happens! – Die DVD 2 (2014)
- Soll das so dunkel?: Das Grillbuch (zusammen mit Markus Barth), Lappan Verlag ISBN 978-3-8303-3412-5 (2016)
- Kinder! Man bekommt ja so viel zurück! (zusammen mit Markus Barth), Lappan Verlag ISBN 978-3-8303-3437-8 (2016)
- Katzen!: Verzeihung, das ist MEIN Sofa! (zusammen mit Markus Barth), Lappan Verlag ISBN 978-3-8303-3460-6 (2017)
- Hunde!: Das macht der sonst nie! (Shit happens!) (zusammen mit Markus Barth), Lappan Verlag ISBN 978-3-8303-3450-7 (2017)
- Glückwunsch! Freu Dich oder ich singe! (zusammen mit Markus Barth), Lappan Verlag ISBN 978-3-8303-3624-2 (2022)

## Auszeichnungen
- 2005: Sondermann-Preis in der Kategorie Cartoon für Shit happens!
- 2006: Sondermann-Preis in der Kategorie Cartoon für Shit happens!
- 2007: Sondermann-Preis in der Kategorie Cartoon für Shit happens!
- 2008: Sondermann-Preis in der Kategorie Cartoon für Shit happens!
- 2008: 1. Platz beim Berliner Kurzfilmfestival Going Underground 7 mit dem Animationsfilm Walk the Dog
- 2009: 1. Platz beim Berliner Kurzfilmfestival Going Underground 8 mit dem Animationsfilm Zehn Filmklassiker gespielt von Fischen
- 2012: Publikumspreis beim Deutschen Webvideopreis in der Kategorie LOL mit dem Animationsfilm Werbeparodien
- 2020: Licensing International Germany Awards 2020 in Corporate/Lifestyle/Vip Brand des Jahres 2020[28][29]